# Liste der Gebietsänderungen in Sachsen 2015
Die Liste der Gebietsänderungen in Sachsen 2015 enthält Änderungen an Gemeindegebieten des Freistaats Sachsen in der Zeit vom 1. Januar 2015 bis zum 31. Dezember 2015. Dazu zählen unter anderem Zusammenschlüsse und Trennungen von Gemeinden, Eingliederungen von Gemeinden in eine andere, Änderungen des Gemeindenamens und Umgliederungen von Teilen einer Gemeinde in eine andere.

In Sachsen kam es im Jahr 2015 zu sieben Gemeindegebietsänderungen, davon zwei Eingliederungen, zwei Umgliederungen und drei Namensänderungen von Gemeinden. In sechs der sieben Fälle besteht die Gemeinde nach Änderung noch, die anderen wurden durch spätere Gebietsänderungen aufgelöst.

## Legende
- Datum: juristisches Wirkungsdatum der Gebietsänderung
- Gemeinde vor der Änderung: Gemeinde vor der Gebietsänderung
- Gebietsänderung: Art der Gebietsänderung
- Gemeinde nach der Änderung: Gemeinde nach der Gebietsänderung
- Landkreis: Landkreis der Gemeinde nach der Gebietsänderung
- OT: Ortsteil

Die Sortierung erfolgt chronologisch: Datum, kreisfreie Städte, Landkreise, aufnehmende oder neu gebildete Gemeinde. Heute noch bestehende Gemeinden sind farbig unterlegt.

## Liste der Gebietsänderungen
| Datum      | Gemeinde vor Änderung                      | Gebietsänderung    | Gemeinde nach Änderung      | Landkreis       |
| ---------- | ------------------------------------------ | ------------------ | --------------------------- | --------------- |
| 01.01.2015 | Borstendorf mit Floßmühle                  | Eingliederung nach | Grünhainichen               | Erzgebirgskreis |
| 01.04.2015 | Weißwasser/O.L. 0,24 Hektar                | Umgliederung nach  | Groß Düben                  | Görlitz         |
| 01.04.2015 | Ohorn 1,92 Hektar                          | Umgliederung nach  | Bretnig-Hauswalde           | Bautzen         |
| 01.08.2015 | Espenhain mit Mölbis, Oelzschau, Pötzschau | Eingliederung nach | Rötha                       | Leipzig         |
| 01.10.2015 | Freiberg                                   | Namensänderung zu  | Freiberg, Universitätsstadt | Mittelsachsen   |
| 01.10.2015 | Mittweida                                  | Namensänderung zu  | Mittweida, Hochschulstadt   | Mittelsachsen   |
| 01.11.2015 | Grünbach, Höhenluftkurort                  | Namensänderung zu  | Grünbach                    | Vogtlandkreis   |

## Quelle
- Statistisches Landesamt Sachsen: Gebietsänderungen ab 1. Januar 2010 bis 31. Dezember 2019 (XLSX-Datei; 90 kB)